# Trance Allstars
Trance Allstars – projekt, który jest współpracą niemieckich producentów muzyki trance. Wydawali covery starszych trance'owych utworów, na przykład: "Go" (stworzony przez Moby). W pierwotnym składzie projektu znaleźli się DJ-e tacy jak:
- Taucher
- Talla 2XLC
- Schiller
- ATB
- Sunbeam
- DJ Mellow-D

W styczniu 2024 roku ogłoszono powrót projektu Trance Allstars, co ogłosił Talla 2XLC na swoim oficjalnym profilu na Instagramie. W nowym składzie doszło do jednej zmiany — miejsce ATB zajął znany projekt elektroniczny YORK (Torsten Stenzel). Stenzel był wcześniej nieoficjalnie związany z projektem jako współproducent utworów dla Tauchera w latach 1993–2003. Obecny skład grupy obejmuje: Talla 2XLC, Taucher, YORK, Schiller, Sunbeam i DJ Mellow-D (Mellow Trax).
Pierwszym singlem po reaktywacji był utwór "Let's All Be Stars", wydany 28 marca 2025 roku przez Kontor Records.

## Dyskografia

### Albumy studyjne
- 2000: Worldwide
- 2002: Synergy II – The Story Continues

### Single
- 1999: The First Rebirth
- 2000: Ready to Flow
- 2002: Lost in Love
- 2002: Go
- 2025: Let's All Be Stars